# دانی مونتل
دانی مونتل (به انگلیسی: Donny Montell) (زاده ۲۲ اکتبر ۱۹۸۷) خواننده لیتوانیایی است.
او در مسابقه آواز یوروویژن ۲۰۱۲ و مسابقه آواز یوروویژن ۲۰۱۶ نماینده لیتوانی بود. او توانست با ترانهٔ «در انتظار این شب بوده‌ام» در مسابقهٔ آواز یوروویژن ۲۰۱۶، نهم شود.